# Heinrich Müller (Waffenhistoriker)
Heinrich Müller (* 1925 in Bochum; † 13. Januar 2018) war ein deutscher Waffenhistoriker. Von 1952 bis 1990 war er Mitarbeiter der Waffensammlung des Museums für Deutsche Geschichte in Berlin, für welches er zahlreiche Ausstellungen und waffenkundliche Veröffentlichungen erarbeitete. 

## Leben
Müller wurde in Bochum geboren. Im Alter von zwei Jahren zog seine Familie nach Brandenburg. Während des Zweiten Weltkrieges wurde Müller an der Oder eingesetzt, unter anderem in der Ausbildung am Sturmgewehr 44. Zum Kriegsende gelangte er in Kriegsgefangenschaft, welche er in der Westzone verbrachte. Nach dem Ende der Gefangenschaft zog Müller nach Birkenwerder, wo er das Abitur nachholte. Von 1947 bis 1951 studierte Müller an der Humboldt-Universität zu Berlin die Fächer Germanistik und Geschichte, um Lehrer zu werden.
1952 trat er jedoch eine Anstellung als Historiker am Museum für Deutsche Geschichte an, wo er die Waffensammlung des ehemaligen Zeughauses katalogisierte. Vor dem Bau der Berliner Mauer konnte Müller an Sitzungen der Gesellschaft für historische Waffen- und Kostümkunde teilnehmen, wo er seine Kenntnisse im Bereich der historischen Waffen vertiefte. 1968 promovierte Müller zum Thema Deutsche Bronzegeschützrohre des 15. bis 18. Jahrhunderts als gegenständliche Quellen für Kunstgeschichte und Geschichte.  Später wurde er Direktor der Abteilung „Feudalismus“, für die er zahlreiche Ausstellungen und Veröffentlichungen erarbeitete. 1988 erfolgte die Beförderung zum Obermuseumsrat.
1990 trat Müller in den Ruhestand ein. Weiterhin in Birkenwerder wohnhaft, arbeitete er vor allem weiterhin an Veröffentlichungen zu historischen Waffen.

## Werk
Müller verstand die historische Waffenkunde als wissenschaftliche Betrachtung kunst- und kulturhistorisch sowie technisch bedeutsamer Artefakte. Eine entsprechende Abgrenzung von der Waffenaffinität des Dritten Reiches war in der Deutschen Demokratischen Republik zudem gesellschaftlich notwendig, dennoch wichen Müllers Ausstellungskonzepte mitunter von den ideologischen Vorgaben der DDR ab.
Besondere Bekanntheit erlangte Müller durch zahlreiche waffenkundliche Veröffentlichungen. 1957 veröffentlichte er sein erstes Buch Historische Waffen. Seit 1955 erschienen unter anderem Beiträge für die Gesellschaft für Sport und Technik. Vor allem seine im Militärverlag der Deutschen Demokratischen Republik in mehreren Auflagen gedruckten Bildkataloge zu historischen Waffen und Helmen sowie sein im Ruhestand verfasstes Buch zu Waffen bei Albrecht Dürer zählen zu den Standardwerken der Waffenkunde.

## Schriften (Auswahl)
- Heinrich Müller: Historische Waffen. Kurze Entwicklungsgeschichte der Waffen vom Frühfeudalismus bis zum 17. Jahrhundert. Militärverlag der Deutschen Demokratischen Republik, Berlin 1957.
- Heinrich Müller: Deutsche Bronzegeschützrohre 1400–1750. Militärverlag der Deutschen Demokratischen Republik, Berlin 1968.
- Heinrich Müller, Hartmut Kölling: Europäische Hieb- und Stichwaffen aus der Sammlung des Museums für Deutsche Geschichte. Militärverlag der Deutschen Demokratischen Republik, Berlin 1981.
- Heinrich Müller, Fritz Kunter: Europäische Helme aus der Sammlung des Museums für deutsche Geschichte. Militärverlag der Deutschen Demokratischen Republik, Berlin 1984.
- Heinrich Müller: Das Heerwesen in Brandenburg und Preußen 1640–1806. Die Bewaffnung. Brandenburgisches Verlagshaus, Berlin 1991.
- Heinrich Müller: Das Berliner Zeughaus. Vom Arsenal zum Museum. Brandenburgisches Verlagshaus, Berlin 1994.
- Heinrich Müller: Gewehre, Pistolen, Revolver. Europäische Jagd- und Kriegswaffen des 14. bis 19. Jahrhunderts. Brandenburgisches Verlagshaus, Berlin 1997.
- Heinrich Müller: Albrecht Dürer. Waffen und Rüstungen. Philipp von Zabern, Mainz 2002.